# Katona Katalin
Katona Katalin (Ráckeve, 1948. január 3.– 2020. december 26.) Ferenczy Noémi-díjas magyar iparművész, ötvösművész. A Magyar Művészeti Akadémia levelező tagja (2012).

## Életútja
Felsőfokú tanulmányokat a Magyar Iparművészeti Főiskolán folytatott, mesterei Engelsz József és Illés Gyula voltak. Iparművészeti diplomáját 1975-ben kapta kézhez. Az ötvösművészet területén fejtette ki eredményekben gazdag munkásságát. Pályájának kezdetén szelencéket, ékszereket, díszdobozokat, gyertyatartókat, íróasztalkészleteket készített. Később érdeklődése a kisplasztikák, reliefek, érmek felé fordult, ezzel összefüggésben születtek köztéri alkotásai:
- 1994 • kisplasztika (Magyar Nagykövetség, Pozsony);
- 1993 • angyalos címer (Magyar Nagykövetség, Bécs);
- 1990 • fémmunkák (Thermal Aquincum, Budapest);
- 1997 • Csillárok (farkasréti temető ravatalozói, Budapest)[2]

Alkotói korszakának utóbbi évtizedében történelmi és vallási témák voltak ihletői, ennek nyomán születtek az angyalábrázolások, a serlegek és a corpus. Munkáit jeles közgyűjtemények őrzik, köztük a Magyar Iparművészeti Múzeum, a ráckevei Képtár, a kecskeméti Cifrapalota és Liège városának gyűjteménye.
A Magyar Képző- és Iparművészek Szövetségének tagja 1990 óta, e szövetség ötvösművészeti szakosztályának vezetője, s ebben a minőségében jeles kortárs ötvösművészeti kiállítások szervezője. A Magyar Alkotóművészek Országos Egyesületének Választmányi tagja.

## Kiállítások (válogatás)

### Egyéni
- 1988 • Kispesti Munkásotthon, Budapest
- 1989 • Budavári Galéria, Budapest
- 1990 • Legújabbkori Történeti Múzeum, Budapest
- 1996 • Idea S Galéria, Budapest
- 1997 • Fördős Műhelygaléria
- 2002 • Keve Galéria, Ráckeve
- 2012 • A teljesség felé – Katona Katalin ötvösművész életmű-kiállítása, Klebelsberg Kultúrkúria, Budapest (katalógussal)[3]

### Csoportos
- 1982 • Országos Képzőművészeti Tárlat, Műcsarnok, Budapest
- 1983 • Országos Iparművészeti Tárlat, Műcsarnok, Budapest • Magyar Ötvösművészek Erlangenben, Erlangen (Németország)
- 1996 • I. Ötvös Biennálé. Magyar Képző- és Iparművészek Szövetségének Kiállítása, Savoyai-kastély, Ráckeve • Kevekör kiállítása, Keve Galéria, Ráckeve
- 1997 • Ötvös körkép, József Attila Művelődési Központ, Szombathely • Kortárs magyar ötvösség, Petőfi Művelődési Központ, Gödöllő • II. Ötvös Biennálé, Savoyai-kastély, Ráckeve
- 2000 • III. Ötvösművészeti Biennálé, Savoyai-kastély, Ráckeve • Millenniumi Kortárs Ötvösművészeti Kiállítás, Vigadó Galéria, Budapest • 1000 év – Magyar szentek, Cifrapalota, Kecskemét • Euro-Fire, Liège (Belgium) • A sárkány éve – japán–magyar képzőművészeti kiállítás, Iparművészeti Múzeum, Budapest
- 2001 • Corpus Regni, MűvészetMalom, Szentendre • Az angyal üdvözlete a harmadik évezred küszöbén, Erdős Reneé Ház, Budapest • Millenniumi Iparművészeti Kiállítás, Műcsarnok, Budapest
- 2002 • Kortárs Magyar Ötvösművészet 2002, Cifrapalota, Kecskemét • IV. Ötvösművészeti Biennále, Savoyai-kastély, Ráckeve • Az ötvösművészet pompája az építészetben, Erdős Reneé Ház, Budapest • Válogatás a kortárs magyar ötvösművészet alkotásaiból, Római Magyar Akadémia, Róma
- 2008 • Karácsonyi tárlat VII., Vízivárosi Galéria, Budapest.

## Szerkesztéseiből
- Ezüst, bronz, vas : Ötvösművészek, 2005 : Budai Vár – Szent Mihály kápolna / [szerk. Katona Katalin] ; közread. a Magyar Alkotóművészek Országos Egyesülete. Budapest, 2005. 55 p. ill.,
- VI. Ötvösművészeti Biennálé, 2007 [Budapest] / [szerk. Katona Katalin] ; [rend., közread. Magyar Képzőművészek és Iparművészek Szövetsége]. Budapest, 2007. [64] p. ill.

## Díjak, elismerések (válogatás)
- 1984 •  Iparművészet az otthonért című pályázat, II. díj • Ezüstgerely, sportdíj-pályázat, II. díj;
- 1996 •  I. Ötvös Biennálé, Ráckeve, II. díj;
- 2000 •  Magyar Alkotóművészek Országos Egyesülete (MAOE) Millenniumi Nagydíj;[4]
- 2001 • Ferenczy Noémi-díj.